# CREB

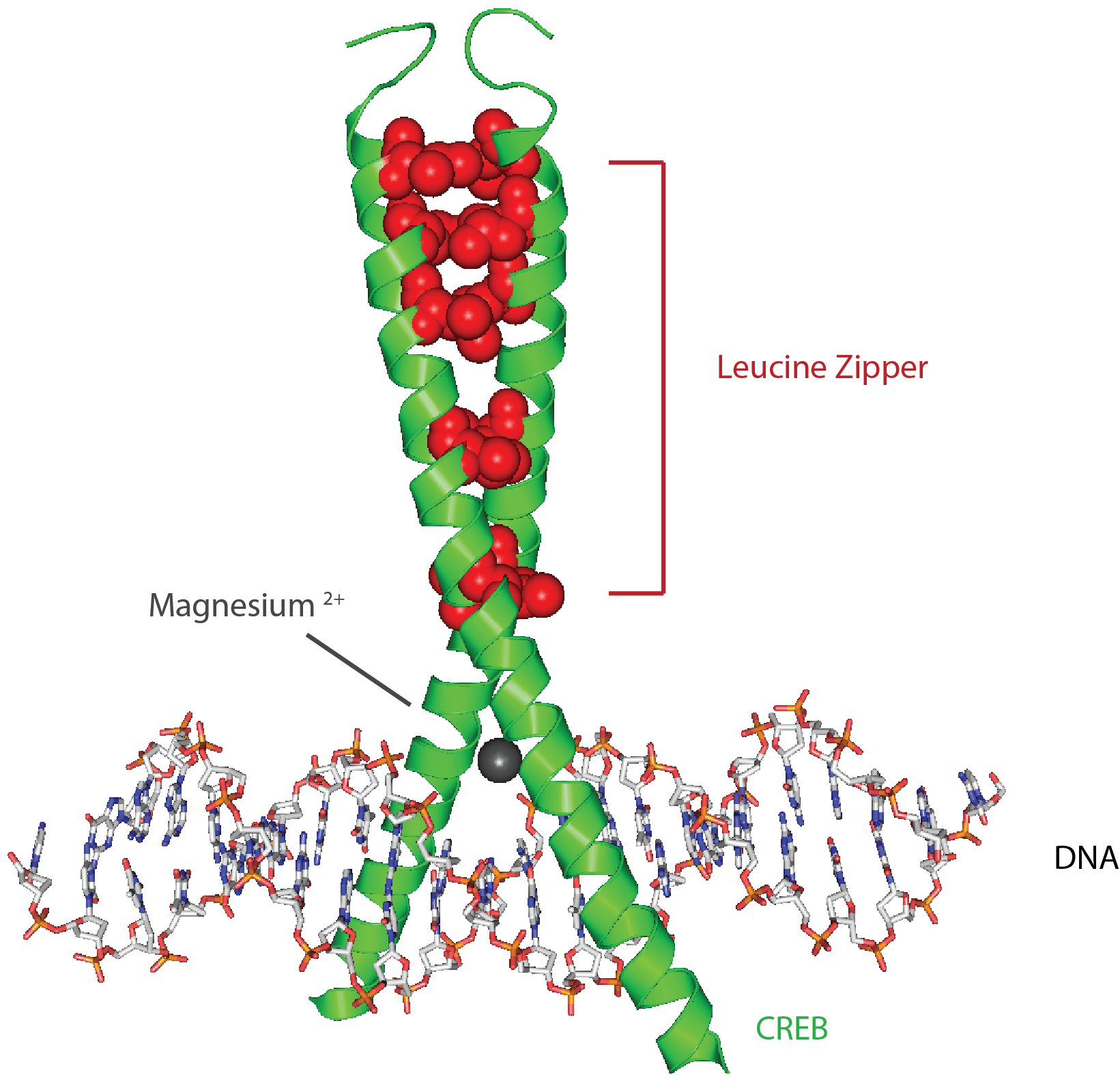
CREB بالأعلى هو عامل نسخ قادر على الارتباط بالدنا (أسفل) وتنظيم التعبير الجيني.

البروتين المرتبط بعنصر الاستجابة لكامپ واختصارا (كريب: CREB) هو عامل نسخ خلوي يرتبط بتسلسلات معينة من الدنا تسمى عنصر الاستجابة لكامپ (CRE) ويزيد أو يُنقص من التعبير عن الجينات. اكتُشف CREB أول مرة عام 1987 على أنه عامل نسخ مستجيب لكامپ يقوم بتنظيم نسخ جين سوماتوستاتين.
تشمل الجينات التي يُنظم نسخها بواسطة CREB: ‏ c-fos وBDNF وهيدروكسيلاز التيروسين والعديد من الببتيدات العصبية مثل (سوماتوستاتين، إنكيفالين، VGF [الإنجليزية]، الهرمون المطلق لموجهة القشرة) والجينات التي لها دور بالساعة اليوماوية (PER1 وPER2).
CREB قريب الصلة بنيويا ووظيفيا ببروتيني CREM [الإنجليزية] (معدِّل عنصر الاستجابة لكامپ) وATF1 [الإنجليزية] (عامل النسخ المنشط 1)، يُعبر عن بروتينات CREB لدى العديد من الحيوانات وكذلك البشر.
لـCREB دور موثَّق جيدا في اللدونة العصبية وتكوين الذاكرة طويلة الأمد في الدماغ، وثبت أنه عنصر أساسي في تكوين الذاكرة المكانية. لتنظيم CREB بالإنقاص دور في تطور مرض آلزهايمر وزيادة التعبير عنه تُعتبر كهدف علاجي محتمل لمرض آلزهايمر. لـCREB كذلك دور في التزامن الضوئي [الإنجليزية] لدى الثدييات.